# 格雷厄姆·奎因
格雷厄姆·奎因（英語：Graham Quinn，1912年7月8日—1987年11月13日），新西兰男子田径运动员，主攻短跑。他曾代表新西兰参加1938年英联邦运动会田径比赛，获得男子4×440码接力铜牌。